# Dienstgrade der algerischen Streitkräfte
Dieser Artikel behandelt die Dienstgradabzeichen der algerischen Streitkräfte der Gegenwart seit 1985.

## Dienstgrade

### Heer
| Offiziere          | Offiziere       | Offiziere       | Offiziere                   | Offiziere     | Offiziere          | Offiziere      | Offiziere          | Offiziere      | Offiziere              | Offiziere              | Offiziere              | Offiziere        |
| Dienstgradgruppe   | Generale        | Generale        | Generale                    | Generale      | Generale           | Stabsoffiziere | Stabsoffiziere     | Stabsoffiziere | Hauptleute / Leutnante | Hauptleute / Leutnante | Hauptleute / Leutnante | Offizieranwärter |
| ------------------ | --------------- | --------------- | --------------------------- | ------------- | ------------------ | -------------- | ------------------ | -------------- | ---------------------- | ---------------------- | ---------------------- | ---------------- |
| Schulterklappe     |                 |                 |                             |               |                    |                |                    |                |                        |                        |                        |                  |
| Dienstgrad         | kein Äquivalent | kein Äquivalent | Generalleutnant             | Generalmajor  | Brigadegeneral     | Oberst         | Oberstleutnant     | Major          | Hauptmann              | Leutnant               | Unterleutnant          | kein Äquivalent  |
| Franz. Bezeichnung |                 |                 | Général de corps de l’armée | Genéral major | Général de brigade | Colonel        | Lieutenant colonel | Commandant     | Capitaine              | Lieutenant             | Sous lieutenant        |                  |
| Arab. Bezeichnung  |                 |                 | فريق                        | لواء          | عميد               | مقدم أول       | مقدم               | رائد           | نقيب                   | ملازم أول              | ملازم                  |                  |
| Transliteration    |                 |                 | Fariq                       | Liwa          | Amid               | Muqaddam Awwal | Muqaddam           | Raid           | Naqib                  | Mulazim Awwal          | Mulazim                |                  |
| NATO-Rangcode      | OF-10           | OF-9            | OF-8                        | OF-7          | OF-6               | OF-5           | OF-4               | OF-3           | OF-2                   | OF-1                   | OF-1                   | OF(D)            |

| Unteroffiziere     | Unteroffiziere                                   | Unteroffiziere | Unteroffiziere  | Unteroffiziere | Unteroffiziere | Mannschaften | Mannschaften    | Mannschaften   | Mannschaften   |
| Dienstgradgruppe   | Fachdienstoffizier mit Dienstgrad unter Leutnant | Unteroffiziere | Unteroffiziere  | Unteroffiziere | Unteroffiziere | Mannschaften | Mannschaften    | Mannschaften   | Mannschaften   |
| ------------------ | ------------------------------------------------ | -------------- | --------------- | -------------- | -------------- | ------------ | --------------- | -------------- | -------------- |
| Schulterklappe     |                                                  |                |                 |                |                |              |                 |                | kein Abzeichen |
| Dienstgrad         | Oberstabsfeldwebel                               | Stabsfeldwebel | kein Äquivalent | Hauptfeldwebel | Feldwebel      | Korporal     | kein Äquivalent | Lance Corporal | Schütze        |
| Franz. Bezeichnung | Adjudant-chef                                    | Adjudant       |                 | Sergent chef   | Sergent        | Caporal chef |                 | Caporal        | Soldat         |
| Arab. Bezeichnung  | مساعد أول                                        | مساعد          |                 | رقيب أول       | رقيب           | عريف أول     |                 | جندي عريف      | جندي           |
| Transliteration    | Musaid Awwal                                     | Musaid         |                 | Raqib Awwal    | Raqib          | Arif Awwal   |                 | Dschundi Arif  | Dschundi       |
| NATO-Rangcode      | OR-9                                             | OR-8           | OR-7            | OR-6           | OR-5           | OR-4         | OR-3            | OR-2           | OR-1           |

### Marine
| Offiziere          | Offiziere       | Offiziere       | Offiziere             | Offiziere     | Offiziere         | Offiziere             | Offiziere            | Offiziere             | Offiziere              | Offiziere                               | Offiziere                               | Offiziere        |
| Dienstgradgruppe   | Generale        | Generale        | Generale              | Generale      | Generale          | Stabsoffiziere        | Stabsoffiziere       | Stabsoffiziere        | Hauptleute / Leutnante | Hauptleute / Leutnante                  | Hauptleute / Leutnante                  | Offizieranwärter |
| ------------------ | --------------- | --------------- | --------------------- | ------------- | ----------------- | --------------------- | -------------------- | --------------------- | ---------------------- | --------------------------------------- | --------------------------------------- | ---------------- |
| Schulterklappe     |                 |                 |                       |               |                   |                       |                      |                       |                        |                                         |                                         |                  |
| Dienstgrad         | kein Äquivalent | kein Äquivalent | Vizeadmiral           | Konteradmiral | Flottillenadmiral | Kapitän zur See       | Fregattenkapitän     | Korvettenkapitän      | Kapitänleutnant        | Leutnant                                | Unterleutnant                           | kein Äquivalent  |
| Franz. Bezeichnung |                 |                 | Vice-amiral d’escadre | Vice-amiral   | Contre-amiral     | Capitaine de Vaisseau | Capitaine de Frégate | Capitaine de Corvette | Lieutenant de Vaisseau | Enseigne de vaisseau de première classe | Enseigne de vaisseau de deuxième classe |                  |
| Arab. Bezeichnung  |                 |                 | فريق                  | لواء          | عميد              | مقدم أول              | مقدم                 | رائد                  | نقيب                   | ملازم أول                               | ملازم                                   |                  |
| Transliteration    |                 |                 | Fariq                 | Liwa          | Amid              | Muqaddam Awwal        | Muqaddam             | Raid                  | Naqib                  | Mulazim Awwal                           | Mulazim                                 |                  |
| NATO-Rangcode      | OF-10           | OF-9            | OF-8                  | OF-7          | OF-6              | OF-5                  | OF-4                 | OF-3                  | OF-2                   | OF-1                                    | OF-1                                    | OF(D)            |

| Unteroffiziere     | Unteroffiziere                                   | Unteroffiziere   | Unteroffiziere  | Unteroffiziere | Unteroffiziere | Mannschaften    | Mannschaften    | Mannschaften    | Mannschaften   |
| Dienstgradgruppe   | Fachdienstoffizier mit Dienstgrad unter Leutnant | Unteroffiziere   | Unteroffiziere  | Unteroffiziere | Unteroffiziere | Mannschaften    | Mannschaften    | Mannschaften    | Mannschaften   |
| ------------------ | ------------------------------------------------ | ---------------- | --------------- | -------------- | -------------- | --------------- | --------------- | --------------- | -------------- |
| Schulterklappe     |                                                  |                  |                 |                |                |                 |                 |                 | kein Abzeichen |
| Dienstgrad         | Oberstabsbootsmann                               | Stabsbootsmann   | kein Äquivalent | Oberbootsmann  | Bootsmann      | Hauptgefreiter  | kein Äquivalent | Gefreiter       | Matrose        |
| Franz. Bezeichnung | Major                                            | Maître principal |                 | Premier maître | Maître         | Quartier maître |                 | Matelot breveté | Matelot        |
| Arab. Bezeichnung  | مساعد أول                                        | مساعد            |                 | رقيب أول       | رقيب           | عريف أول        |                 | عريف            |                |
| Transliteration    | Musaid Awwal                                     | Musaid           |                 | Raqib Awwal    | Raqib          | Arif Awwal      |                 | Arif            |                |
| NATO-Rangcode      | OR-9                                             | OR-8             | OR-7            | OR-6           | OR-5           | OR-4            | OR-3            | OR-2            | OR-1           |

### Luftstreitkräfte
| Offiziere          | Offiziere       | Offiziere       | Offiziere                 | Offiziere                    | Offiziere                   | Offiziere      | Offiziere          | Offiziere      | Offiziere              | Offiziere              | Offiziere              | Offiziere        |
| Dienstgradgruppe   | Generale        | Generale        | Generale                  | Generale                     | Generale                    | Stabsoffiziere | Stabsoffiziere     | Stabsoffiziere | Hauptleute / Leutnante | Hauptleute / Leutnante | Hauptleute / Leutnante | Offizieranwärter |
| ------------------ | --------------- | --------------- | ------------------------- | ---------------------------- | --------------------------- | -------------- | ------------------ | -------------- | ---------------------- | ---------------------- | ---------------------- | ---------------- |
| Schulterklappe     |                 |                 |                           |                              |                             |                |                    |                |                        |                        |                        |                  |
| Dienstgrad         | kein Äquivalent | kein Äquivalent | Generalleutnant           | Generalmajor                 | Brigadegeneral              | Oberst         | Oberstleutnant     | Major          | Hauptmann              | Leutnant               | Unterleutnant          | kein Äquivalent  |
| Franz. Bezeichnung |                 |                 | Général de corps aérienne | Général de division aérienne | Général de brigade aérienne | Colonel        | Lieutenant colonel | Commandant     | Capitaine              | Lieutenant             | Sous lieutenant        |                  |
| Arab. Bezeichnung  |                 |                 | فريق                      | لواء                         | عميد                        | مقدم أول       | مقدم               | رائد           | نقيب                   | ملازم أول              | ملازم                  |                  |
| Transliteration    |                 |                 | Fariq                     | Liwa                         | Amid                        | Muqaddam Awwal | Muqaddam           | Raid           | Naqib                  | Mulazim Awwal          | Mulazim                |                  |
| NATO-Rangcode      | OF-10           | OF-9            | OF-8                      | OF-7                         | OF-6                        | OF-5           | OF-4               | OF-3           | OF-2                   | OF-1                   | OF-1                   | OF(D)            |

| Unteroffiziere     | Unteroffiziere                                   | Unteroffiziere | Unteroffiziere  | Unteroffiziere | Unteroffiziere | Mannschaften | Mannschaften    | Mannschaften   | Mannschaften   |
| Dienstgradgruppe   | Fachdienstoffizier mit Dienstgrad unter Leutnant | Unteroffiziere | Unteroffiziere  | Unteroffiziere | Unteroffiziere | Mannschaften | Mannschaften    | Mannschaften   | Mannschaften   |
| ------------------ | ------------------------------------------------ | -------------- | --------------- | -------------- | -------------- | ------------ | --------------- | -------------- | -------------- |
| Schulterklappe     |                                                  |                |                 |                |                |              |                 |                | kein Abzeichen |
| Dienstgrad         | Oberstabsfeldwebel                               | Stabsfeldwebel | kein Äquivalent | Hauptfeldwebel | Feldwebel      | Korporal     | kein Äquivalent | Lance Corporal | Flieger        |
| Franz. Bezeichnung | Adjudant-chef                                    | Adjudant       |                 | Sergent chef   | Sergent        | Caporal chef |                 | Caporal        | Aviateur       |
| Arab. Bezeichnung  | مساعد أول                                        | مساعد          |                 | رقيب أول       | رقيب           | عريف أول     |                 | عريف           |                |
| Transliteration    | Musaid Awwal                                     | Musaid         |                 | Raqib Awwal    | Raqib          | Arif Awwal   |                 | Arif           |                |
| NATO-Rangcode      | OR-9                                             | OR-8           | OR-7            | OR-6           | OR-5           | OR-4         | OR-3            | OR-2           | OR-1           |